# Kanton Champlitte
Kanton Champlitte (francouzsky Canton de Champlitte) je francouzský kanton v departementu Haute-Saône v regionu Franche-Comté. Tvoří ho osm obcí.

## Obce kantonu
- Argillières
- Champlitte
- Courtesoult-et-Gatey
- Fouvent-Saint-Andoche
- Framont
- Larret
- Percey-le-Grand
- Pierrecourt